# 约瑟夫城 (布达佩斯)

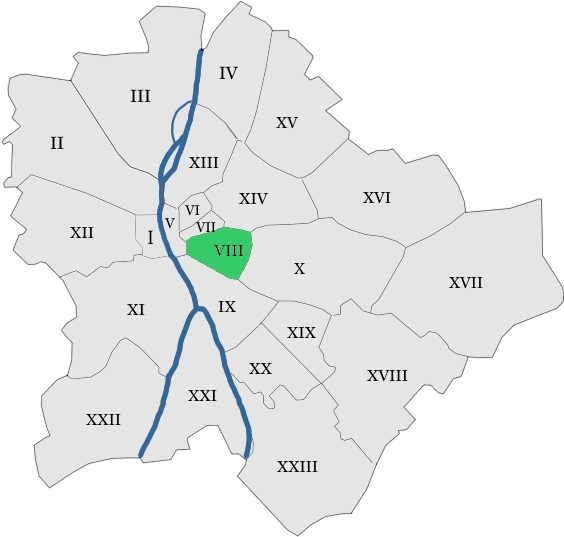
约瑟夫城的位置

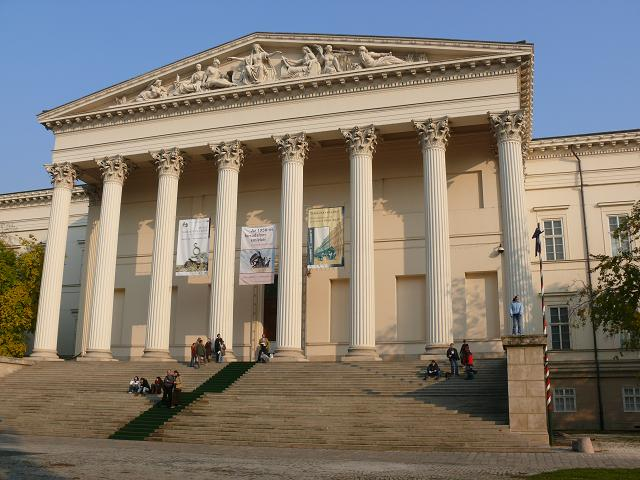
匈牙利国家博物馆

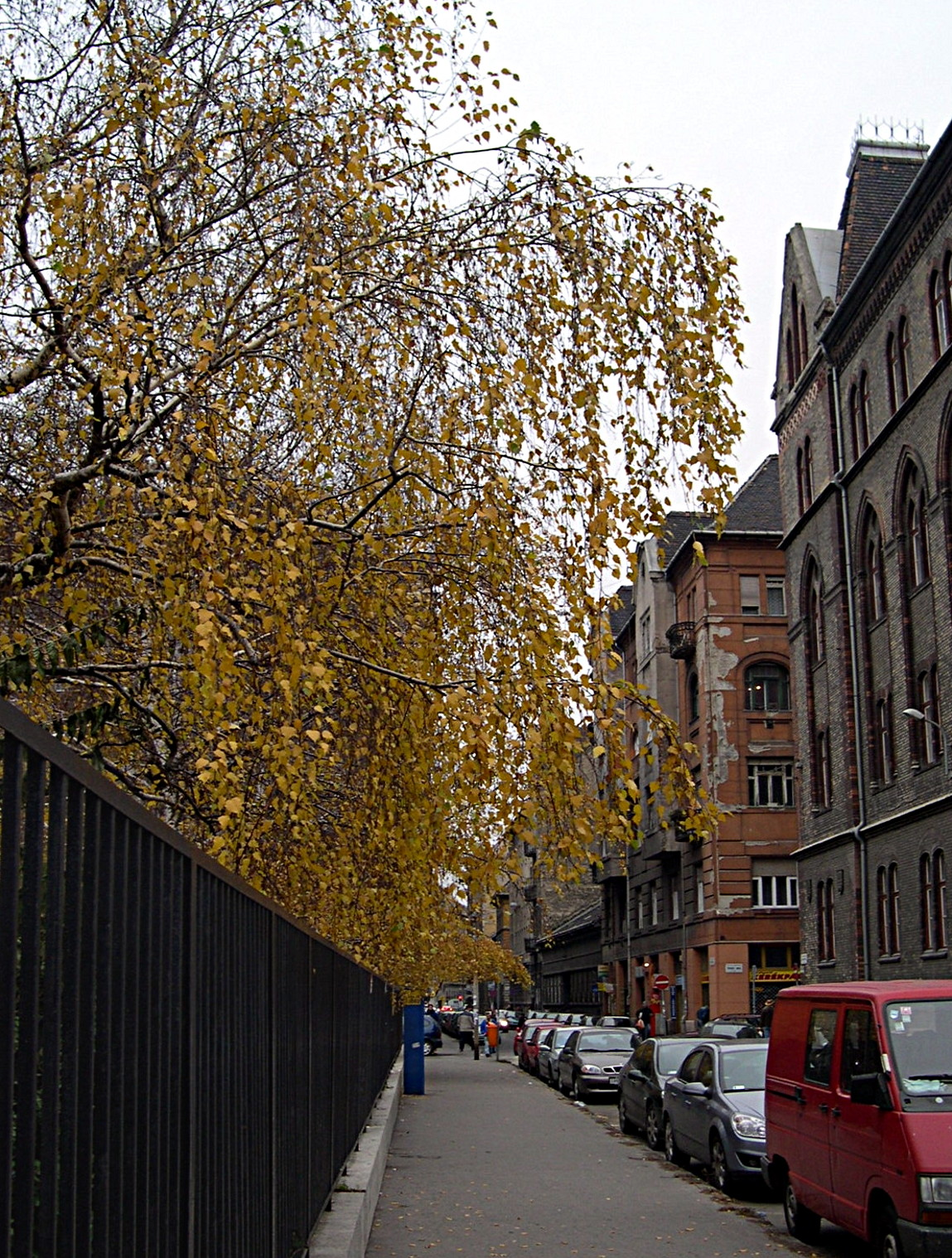
街道

约瑟夫城（匈牙利語：Józsefváros）是匈牙利布达佩斯的第8区，为广义之市中心区的一部分（18-19世纪为郊区），靠近内城（Belváros）。

## 位置
约瑟夫城的主要街道是巴罗斯街（Baross utca）、拉科奇大街（Rákóczi út）和于罗依大街（Üllői út）；加尔文广场（Kálvin tér）位于本区与第五区、第九区交界处；火车东站位于本区与第七区、第十四区交界处。

## 名称
这个18世纪的郊区最初被称为“下郊区”（Alsó-Külváros），1777年以奥地利皇帝约瑟夫二世命名。

## 介绍
约瑟夫城大多是老旧、常常是年久失修，但是内部很漂亮的住宅楼宇。它可以以大环路（Nagykörút）、阜姆大街（Fiumei út）以及奥希兹大街（Orczy út）为界，分为三个部分。
最内侧的中央部分，包括几个著名的景点，如国家博物馆，罗兰大学，塞梅尔魏斯大学，戏剧及电影学院，和大都会欧文萨博图书馆，肯佩伦法卡斯学生信息和资源中心。Piarist 中学，归正会卡罗利加斯帕大学主楼，以及帕兹马尼 彼得天主教大学法律系也坐落于此，以及匈牙利电台。这部分被称为“宫殿区”。Wenckheim宫内开设了大都会图书馆，而 Pálffy 宫为其古典音乐收藏部。这一街区在1996年和2002年之间经历了重大整修，已成为一个快乐而拥挤的地方，有许多学生、咖啡馆和比萨店。
第二部分，大环路以外大约半英里的范围，为传统的工匠居住区，在过去几十年中成为贫民窟，在20世纪90年代（或更早）由于卖淫猖獗而声名狼藉。这里有Erkel 剧院（匈牙利国家歌剧院分部）、匈牙利自然史博物馆、Corvin 布达佩斯电影宫（多厅影院），布达佩斯最大的花园之一奥希兹花园（Orczy kert）。目前该区正在重新开发。19世纪住房被清除，新建大型办公楼和住宅。Corvin-Szigony 项目是中欧最大的市区重建项目。 该项目也受到了批评，因为破坏了该地区的建筑遗产。
在第三部分，住宅面积较小，有火车东站、约瑟夫城火车站和Kerepesi 公墓，后者是匈牙利最有名的墓地之一，有最负盛名的历史人物的陵墓。

## 人口
在约瑟夫城，马扎尔人占89,7%，吉普赛人占3,4%，还有相当数量的华人移民（0.5％）。（2001年人口普查） 

## 相关的小说和电影
费伦茨莫尔纳尔的青春小说《保罗街男孩》（A Pál utcai fiúk，1907年）已经多次拍成电影（见最有名的版本 （页面存档备份，存于）），故事发生的地点就位于该区：保罗街、玛丽亚街和植物园。
2004年，关于该区的动画电影《嘻哈街角》（Nyócker）在欧洲各国上映，在国际舞台上赢得无数的奖项。
在根据凯尔泰斯·伊姆雷的诺贝尔文学奖获奖小说《非關命運》（Sorstalanság）改编的同名电影（2005年）中，开始与结束的场面都在该区拍摄。

## 友好城市
- 奥地利维也纳约瑟夫城（德语：Josefstadt）
- 罗马尼亚蒂米什瓦拉Iosefin

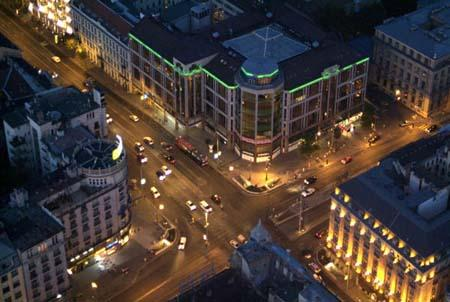
Astoria
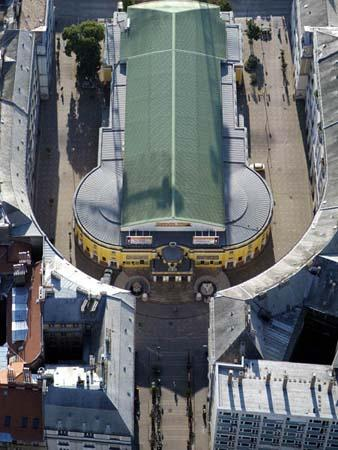
Corvin 巷
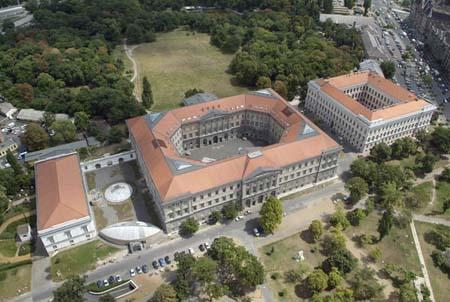
Ludovika 广场
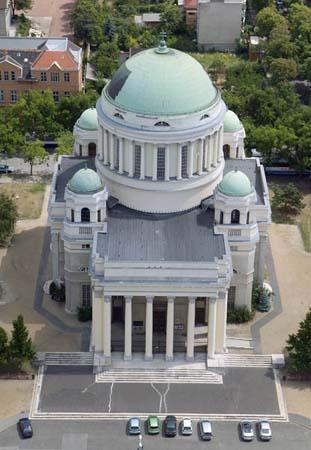
Rezső 广场